# Renault Primastella
La Primastella est une automobile fabriquée par Renault entre 1932 et 1934.
Nouveau modèle qui est une version raccourcie et plus sportive de la Vivastella. Sa caisse est empruntée à la Monastella. La Primastella est commercialisée à Pâques 1932 au prix de 28 900 francs. Au printemps 1932, la gamme Primastella s'enrichit d'un coach sportif identique au Nervasport. À la place des ouïes de refroidissement, le capot de ce coach comporte déjà des volets comme en auront tous les modèles de l'année suivante ; il semble plus long car il recouvre l'auvent.
Le 8 septembre 1932, une Renault Primastella pilotée par Robert Guyot remporte le rallye international de régularité Paris-Antibes-Juan-les-Pins.